# Microplexia transversata
Microplexia transversata là một loài bướm đêm trong họ Noctuidae.